# Davidson Eden
Davidson Eden (Acra, 26 de março de 1988) é um futebolista ganês que atua como defensor. Joga atualmente no FC St. Pauli, onde alterna entre a equipe reserva e os titulares.
Iniciou sua carreira no mesmo St. Pauli, em 2006, jogando ainda por Esbjerg e Wacker Innsbruck até voltar ao time alemão em 2015. Neste ano, adotou a cidadania alemã e, consequentemente, alterou o sobrenome de nascimento (Drobo-Ampem) para Eden. Segundo o jogador, a mudança foi uma "decisão pessoal".